# Pine Grove (Oregon, Hood River megye)
Pine Grove az Amerikai Egyesült Államok északnyugati részén, Oregon állam Hood River megyéjében elhelyezkedő önkormányzat nélküli település.

## Története
A település nevét a térségben megtalálható fenyőfákról kapta. Egykor itt volt a Mount Hood Railroad vasútállomása.
A grangerek közösségi háza 1906-ban nyílt meg. A metodista templomot 1907-ben adták át. Martin és Carrie Hill lakóháza szerepel a történelmi helyek listáján.

## Gazdaság
Peter Mohr német bevándorló 1886-ban 400 almafát ültetett; ez volt a térség első, folyamatos öntözést igénylő gyümölcsöskertje. Itt élt a japán diaszpóra (nikkei) főképp gyümölcstermesztésből élő nagyobb csoportja.
A gyümölcstermesztés mellett a térség jelentős gazdasági ága a borászat is. 2012-ben a gyümölcstermesztést bemutató múzeum nyílt.

## Oktatás
A település első iskolája 1887-ben épült a névadó fenyőből. A környék fáit később kivágták, de 2008-ban tanulók és öregdiákok egy csoportja újakat ültetett. Az 1927-ben átadott új létesítményben megőrizték az eredeti harangot. Az intézmény 2011-ben zárt be.

## Fordítás
- Ez a szócikk részben vagy egészben  a   Pine Grove, Hood River County, Oregon című angol Wikipédia-szócikk ezen változatának fordításán alapul.  Az eredeti cikk szerkesztőit annak laptörténete sorolja fel. Ez a jelzés csupán a megfogalmazás eredetét és a szerzői jogokat jelzi, nem szolgál a cikkben szereplő információk forrásmegjelöléseként.